# Taoïstische Tai Chi
Taoïstische Tai Chi is een vorm van tai chi ontwikkeld door Moy Lin-shin en waar hij les in gaf, eerst in Toronto (Canada), later in veel andere locaties waaronder Nederland. Deze vorm van tai chi werd door hem ontwikkeld uit de klassieke Yang-vorm van tai chi chuan.
Het correct uitvoeren van een vorm wordt in de klassieke yang-vorm bepaald door de toepassing van een beweging in een vechtsituatie. In andere woorden, de yang-vorm bevat veel details die in de vechtsport hun toepassing vinden en daardoor betekenis geven aan een bewegingsdetail. Deze referenties over toepassingen uit de vechtsport worden in het leerproces van de "Taoïstische Tai Chi" verzwegen.
In de leer van het taoïsme speelt gezondheid een cruciale rol. Alle vormen van tai chi leggen nadruk op deze gezondheidsverbeterende eigenschappen. Moy Lin-shin introduceerde in de bewegingen van "Taoïstische Tai Chi" details die hij beweerde gezond te zijn. Bijvoorbeeld meer, en vooral verder draaien van het bekken en strekken van het lichaam en de ledematen, meer dan in de Yang-vorm.
In het begin van het aanleren van deze Taoïstische Tai Chi-vorm wordt voor de 108 bewegingen van de "Taoïstische Tai Chi"-vorm over een periode van ongeveer 4 maanden vrijwel uitsluitend aandacht besteed aan de externe, choreografische uitvoering ervan. De essentie van tai chi is de interne ervaring en beleving: het wordt immers een "interne bewegingskunst" genoemd, in tegenstelling tot de vechtsporten. De kennis en beleving van de subtiele details, die de kern van de "interne bewegingskunst" aangeven, ontwikkelen zich later.
Een typische les begint met een aantal basisoefeningen die zich vooral concentreren op het bewegen van de armen en draaien in de schouders. Gevorderde leerlingen leren zwaardere oefeningen zoals de tor yu (veel draaien van het bekken, en strekken van ledematen) en de dan yu (waarbij men veel "squats" doet, een veel voorkomende oefening in wushu). Deze werken vooral op de beenspieren, het bekken, en de rug. Na de basisoefeningen worden delen van de tai chi set doorgenomen. Tijdens workshops ligt de nadruk voornamelijk op beoefening van de tor yu en de dan yu.

## Taoïstische Tai Chi vorm
De namen van de bewegingen van de Taoïstische Tai Chi vorm zijn:
| 1. Begin Tai Chi. 2. Pak vogelstaart links. 3. Pak vogelstaart. 4. Zwiep naar één kant. 5. Handen omhoog en bereid voor. 6. Witte ooievaar spreidt vleugels. 7. Strijk langs knie. 8. Speel de pipa. 9. Strijk langs knie en draai voet, links. 10. Strijk langs knie en draai voet, rechts. 11. Strijk langs knie. 12. Speel de pipa. 13. Strijk langs knie en draai voet, links. 14. Sla met vuist. 15. Stap, weer af, pareer, stomp. 16. Schijnbare afsluiting. 17. Kruis handen. 18. Draag tijger naar de berg. 19. Zwiep naar één kant, diagonaal. 20. Vuist onder elleboog. 21. Stap terug, stoot aap weg, rechts 22. Stap terug, stoot aap weg, links 23. Stap terug, stoot aap weg, rechts 24. Zijdelings vliegen. 25. Handen omhoog en bereid voor. 26. Witte ooievaar spreidt vleugels. 27. Strijk langs knie. 28. Naald op zeebodem. 29. Waaier achterwaarts. 30. Draai en stomp met vuist. 31. Stap, weer af, pareer, stomp. 32. Stap, pak vogelstaart. 33. Zwiep naar één kant. 34. Zwaai handen als wolken, vijf maal. 35. Zwiep naar één kant. 36. Klap op hoge paard. 37. Scheiden van rechtervoet. 38. Scheiden van linkervoet. 39. Draai en schop. 40. Strijk langs knie en draai voet, links. 41. Strijk langs knie en draai voet, rechts. 42. Stap en stomp. 43. Draai en sla met vuist. 44. Stap, weer af, pareer, stomp. 45. Schop met rechtervoet. 46. Sla tijger links. 47. Sla tijger rechts. 48. Schop met rechtervoet. 49. Sla oren met vuist. 50. Schop met linkervoet. 51. Draai en schop. 52. Sla met vuist. 53. Stap, weer af, pareer, stomp. 54. Schijnbare afsluiting. 55. Kruis handen. | 56. Draag tijger naar de berg. 57. Zwiep naar één kant, horizontaal. 58. Scheiding van wilde paardenmanen. 59. Scheiding van wilde paardenmanen. 60. Scheiding van wilde paardenmanen. 61. Scheiding van wilde paardenmanen. 62. Scheiding van wilde paardenmanen. 63. Pak vogelstaart links. 64. Stap, pak vogelstaart. 65. Zwiep naar één kant. 66. Dame werkt met spoel, links. 67. Dame werkt met spoel, rechts. 68. Dame werkt met spoel, links. 69. Dame werkt met spoel, rechts. 70. Pak vogelstaart links. 71. Pak vogelstaart. 72. Zwiep naar één kant. 73. Zwaai handen als wolken, zeven maal. 74. Zwiep naar één kant. 75. Kruipt laag als een slang. 76. Gouden haan staat op een been, rechts. 77. Gouden haan staat op een been, links. 78. Stap terug, stoot aap weg, rechts. 79. Stap terug, stoot aap weg, links. 80. Zijdelings vliegen. 81. Handen omhoog en bereid voor. 82. Witte ooievaar spreidt vleugels. 83. Strijk langs knie. 84. Naald op zeebodem. 85. Waaier achterwaarts. 86. Witte slang steekt tong uit. 87. Stap, weer af, pareer, stomp. 88. Stap, pak vogelstaart. 89. Zwiep naar één kant. 90. Zwaai handen als wolken, drie maal. 91. Zwiep naar één kant. 92. Klap op hoge paard. 93. Doorkruis handen. 94. Draai, en kruis benen. 95. Sla met vuist. 96. Strijk langs knie en stomp. 97. Stap, pak vogelstaart. 98. Zwiep naar één kant. 99. Kruipt laag als een slang. 100. Stap vooruit naar zeven sterren. 101. Stap achteruit op de tijger. 102. Draai, en schop horizontaal. 103. Schiet de tijger met de boog. 104. Sla met vuist. 105. Stap, weer af, pareer, stomp. 106. Schijnbare afsluiting. 107. Kruis handen. 108. Sluit Tai Chi af. |